# Tuyến yên
Tuyến yên hay còn gọi là tuyến não thùy là một tuyến nội tiết có kích thước bằng hạt đậu và khối lượng 0.5g (0.018 oz) nằm ở sàn não thất ba, trong hố yên của thân xương bướm. Đây là một tuyến quan trọng giữ vai trò chỉ đạo hoạt động của hầu hết các tuyến nội tiết khác.
Đặc biệt tuyến yên có vai trò sản xuất hormone tăng trưởng (viết tắt là GH) quyết định đến sự phát triển chiều cao. Khi tuyến yên hoạt động bình thường, nó sẽ tiết ra rất nhiều hormone tăng trưởng, đặc biệt là trong khi ngủ (từ 10:00 đến 1:00 sáng). Hormone tăng trưởng ảnh hưởng đến hầu hết các mô của cơ thể, làm tăng số lượng và kích thước của các tế bào 
Ngoài ra, tuyến yên cũng tạo ra sự tương tác giữa hormone tăng trưởng và somatomedin trong chuyển hóa protein để thúc đẩy tăng trưởng sụn và tăng trưởng cơ thể và kích thích sự kết hợp của sulfate vào sụn. Đồng thời, dưới tác dụng của hormone tăng trưởng, lipid được sử dụng để tạo ra năng lượng cần thiết để tiết kiệm protein cho sự tăng trưởng cơ thể và kích thích tăng trưởng chiều cao tối đa.

## Cấu tạo
Dựa vào hình thể, nguồn gốc thai và chức năng, người ta chia tuyến yên làm ba thùy: thùy trước, thuỳ giữa và thuỳ sau.

### Thùy trước tuyến yên (tuyến yên bạch)
Thùy trước được chia làm 3 phần: phần phễu, phần trung gian, và phần xa (hay phần hầu). 
Thùy trước tuyến yên có tính chất là một tuyến nội tiết thật sự, nó gồm hai loại tế bào:tế bào ưa acid tiết ra hormon GH và Prolactin, tế bào ưa kiềm tiết ra ACTH, TSH, FSH, LH, Lipoprotein...
Chức năng: các hormon này tham gia vào rất nhiều hoạt động quan trọng của cơ thể như: quyết định sự tăng trưởng của cơ thể (GH), sự tăng trưởng và phát triển các tuyến sinh dục (LH, FSH). Đặc biệt các hormon tuyến yên còn có tác động điều hòa hầu hết các tuyến nội tiết khác, nên người ta gọi tuyến yên là đầu đàn trong các tuyến hệ nội tiết.

### Thuỳ sau tuyến yên
Gồm các tế bào giống như các tế bào mô thần kinh đệm,các tế bào này không có khả năng bài tiết hormon. Chúng chứa các hormon do vùng dưới đồi bài tiết ra đó là Vasopressin và Oxytoxin.
Chức năng của Vasopressin (ADH):hay còn gọi là hormon làm tăng hấp thu nước ở ống lượn xa và ống góp. Nếu thiếu hormon này thì nước không thể tái hấp thu ở thận gây bệnh đái tháo nhạt. Oxytoxin: đây là hormone làm tăng co bóp cơ tử cung. Phụ nữ có thai thường có nồng độ hormone này tăng cao trong máu. Đến giai đoạn sinh, tác dụng của oxytoxin làm co bóp mạnh cơ tử cung và đẩy thai nhi ra ngoài

### Thuỳ giữa tuyến yên
Thường phát triển mạnh ở động vật cấp thấp, ở người chỉ phát triển ở trẻ nhỏ. Thuỳ giữa tuyến yên tiết ra MSH có tác dụng phân bố sắc tố da.
Động mạch cung cấp máu cho tuyến yên là hai nhánh: động mạch tuyến yên trên và động mạch tuyến yên dưới, cả hai đều xuất phát từ động mạch cảnh trong.